# Aethecerus parianae
Aethecerus parianae är en stekelart som beskrevs av Tohru Uchida 1924. Aethecerus parianae ingår i släktet Aethecerus och familjen brokparasitsteklar. Inga underarter finns listade i Catalogue of Life.